# فيتوريا سيتوبال
نادي فيتوريا لكرة القدم (بالبرتغالية: Vitória Futebol Clube‏) المعروفة باسم فيتوريا سيتوبال، هو نادي رياضي برتغالي من مدينة سيتوبال. تأسس الفريق يوم 20 نوفمبر 1910.
فاز فيتوريا سيتوبال 3 مرات بكأس البرتغال وتوج مرة واحدة بكأس الدوري البرتغالي. الملعب الرئيسي للفريق هو ملعب بونفيم الذي يتسع لحضور 21,530 متفرج.

## وصلات خارجية
- فيتوريا سيتوبال  على فيسبوك.
- الموقع الرسمي

- الموقع الرسمي (بالبرتغالية)
- موقع المشجعين